# Rezervni deli
Pour plus de détails, voir Fiche technique et Distribution.
Rezervni deli (littéralement « pièces de rechange ») est un film slovène réalisé par Damjan Kozole, sorti en 2003.

## Synopsis
Ludvik, un veuf, et Rudi transportent illégalement des réfugiés de la Croatie à l'Italie à travers la Slovénie.

## Fiche technique
- Titre : Rezervni deli
- Réalisation : Damjan Kozole
- Scénario : Damjan Kozole
- Musique : Igor Leonardi
- Photographie : Radislav Jovanov Gonzo
- Montage : Andrija Zafranovic
- Production : Danijel Hocevar
- Société de production : E-motion Film et RTV Slovenija
- Pays :  Slovénie
- Genre : Drame
- Durée : 87 minutes
- Dates de sortie : 
  -  Slovénie : 5 février 2003

## Distribution
- Peter Musevski : Ludvik
- Aljosa Kovacic : Rudi
- Primoz Petkovsek : Rajc
- Valter Dragan : Drago
- Aleksandra Balmazovic : Angela
- Vladimir Vlaskalic : Geri
- Verica Nedeska : Ilinka
- Zoran Ljutkov : Mirce
- Petre Arsovski : Albanec Hasim

## Distinctions
Le film a été présenté en sélection officielle en compétition lors de Berlinale 2003.